# Zbigniew Rektor
Zbigniew Rektor (ur. 6 stycznia 1962 w Prudniku) – polski siatkarz grający na pozycji rozgrywającego, zawodnik Stali Nysa, trener AZS-u Politechnika Opolska.

## Życiorys
Brat Bronisława – piłkarza Pogoni i Kabewiaka Prudnik.
W wieku dziecięcym chciał zostać koszykarzem i grać w Pogoni Prudnik. Uczęszczał do Zespołu Szkół Rolniczych w Prudniku. W 1981 został wicemistrzem Polski szkół w siatkówce.
Był zawodnikiem Stali Nysa od sezonu 1982/1983 do 2000/2001. Następnie, od 2001 do 2003 grał w AZS-ie Politechnika Opolska. Wraz z tymi klubami uczestniczył w rozgrywkach Polskiej Ligi Siatkówki. Następnie został trenerem AZS-u Politechnika Opolska.